# Nunavut
Ikke at forveksle med Nunavik, en region i det nordlige Quebec eller Nunatsiavut, en autonom Inuit region det nordlige del af Newfoundland og Labrador.
Nunavut (Inuktitut: ᓄᓇᕗᑦ, "vort land") er det største, nordligste og nyeste territorium i Canada. Det blev officielt separeret fra Northwest Territories den 1. april 1999 via Nunavut Act og Nunavut Land Claims Agreement Act, selvom grænserne allerede var blevet tegnet i 1993. Oprettelsen af Nunavut medførte den første større ændring af det politiske landkort i Canada, siden provinsen Newfoundland og Labrador blev indlemmet i 1949.
Nunavut omfatter en stor del af det nordlige Canada samt de fleste af de canadiske arktiske øer. Dens enorme område gør den til den femte største underinddeling i verden. Hovedstaden Iqaluit (tidl. Frobisher Bay) på Baffin Island i øst, blev valgt ved en folkeafstemning i 1995. Andre større bosætninger omfatter de regionale centre Rankin Inlet og Cambridge Bay.

## Økonomi
|  | Eftersyn Dette afsnit bør gennemlæses af en person med fagkendskab for at sikre den faglige korrekthed. |

Nunavuts økonomi er baseret på høsttraditioner, som majoriteten af inuitter fortsat opretholder med tætte bånd til de lokale områder. Udbyttet af høsten udgør mindst 40 millioner dollars årligt og sikrer mange familier billig og næringsrig mad.
Til at supplere disse traditioner er nye muligheder, som hurtigt får økonomien i Nunavut til at ændre sig.
I 2007 nåede udgifterne til kortlægning af mineralressurcer op på 234 millioner dollars, en faktor 10 i forhold til 1999. Råstofundersøgelserne har skabt ekstra job og investeringsmuligheder for Nunavuts indbyggere og Canada. 
Der er gjort fund af diamanter, guld, råmetal og uran i hver region af Nunavut. To nye guldminer, ved Hope Bay i Kitikmeot og Meadowbank nær Baker Lake, er planlagt til at begynde produktionen.